# Шёл трамвай девятый номер
«Шёл трамвай девятый номер» (укр. Йшов трамвай дев'ятий номер) — украинский мультфильм, посвящённый маршруту № 9, повествующий о людях и о их повседневных заботах и проблемах. Создан государственной анимационной студией Укранимафильм в 2002 году. Язык озвучивания персонажей — суржик.

## Роли озвучивали
- Евгений Шах
- Руслана Писанка
- Инна Капинос-Павлишина
- Юрий Коваленко

## Награды
Мультфильм награждён на фестивалях:
- гран-при фестиваля анимационных фильмов «Крок» (2002)
- приз зрительских симпатий международного фестиваля «Молодость» XXXII (2002)
- награда эстонского кинофестиваля «Тёмные ночи» (2002)
- гран-при Штутгартского международного фестиваля анимационных фильмов (2002)
- «Серебряный медведь» в Берлине (2003)

## Создатели
- Степан Коваль — автор сценария, кинорежиссёр, художник-постановщик
- Евгений Сивокинь — художественный руководитель
- Игорь Жук — композитор
- Р. Бойко — аранжирование
- О. Николаенко — кинооператор
- В. Ящекно — звукооператор
- Л. Мищенко — художник-аниматор
- О. Цуриков — художник-аниматор
- О. Ледан — художник-аниматор
- С. Коваль — художник-аниматор
- О. Фоменко — декоратор
- В. Гахун — декоратор
- А. Радченко — декоратор
- С. Куценко — редактор
- В. Килинский — директор картины